# Wielkopolska Szkoła Podchorążych Piechoty
Wielkopolska Szkoła Podchorążych Piechoty – szkoła Sił Zbrojnych w byłym zaborze pruskim i Wojska Polskiego kształcąca kandydatów na oficerów piechoty.

## Historia szkoły
Od dnia 24 kwietnia 1919 w Obozie Ćwiczebnym „Biedrusko” przy Batalionie Zapasowym 3 Pułku Strzelców Wielkopolskich (późniejszy 57 Pułk Piechoty Wielkopolskiej) rozpoczęto przyjmowanie kandydatów do szkoły oficerskiej .
17 maja 1919 głównodowodzący Siłami Zbrojnymi w byłym zaborze pruskim, generał piechoty Józef Dowbor-Muśnicki mianował pułkownika Bolesława Jatelnickiego z byłego I Korpusu Polskiego w Rosji „naczelnikiem formującej się szkoły piechoty”.
Do 20 maja 1919 w Biedrusku przyjęto stu kandydatów. Trzy dni później dowództwo nad grupą kandydatów objął kapitan Stefan Kossecki i rozpoczął z nimi szkolenie. 13 czerwca 1919 dowództwo nad tą grupą przejął major Józef Meksz. W lipcu 1919 w Poznaniu rozpoczęto remont koszar przewidzianych na siedzibę szkoły. Koszary były położone przy „Nordring”, która 15 listopada 1919 została przemianowana na Wały Księcia Józefa. Koszary były co prawda zbudowane w 1914, lecz zostały wykończone prowizorycznie i przez całą wojnę nie były remontowane. Pod koniec czerwca 1919 koszary „Nordring” opuściła Szkoła Podoficerów Piechoty i Żandarmeria.
25 czerwca 1919 głównodowodzący Siłami Zbrojnymi w byłym zaborze pruskim zatwierdził „Etat tymczasowy szkoły oficerskiej piechoty”, który przewidywał 15 oficerów, 2 oficerów-urzędników (lekarz i oficer rachunkowy), 16 podoficerów i 167 szeregowców, w tym 120 „kadetów uczniów”, a ponadto 18 koni oraz 2 wozy konne osobowe i 6 gospodarczych.
12 lipca 1919 głównodowodzący Siłami Zbrojnymi w byłym zaborze pruskim zatwierdził trzy dokumenty normatywne określające zadania i organizację szkoły, warunki przyjęcia uczniów, program nauczania i sprawy finansowe (żołd), a mianowicie:
- „Statut Szkoły Oficerskiej Piechoty w Poznaniu”,
- „Program Szkoły Oficerskiej Piechoty w Poznaniu”,
- „Pobory Szkoły Oficerskiej Piechoty w Poznaniu”[3].

Na podstawie rozkazu Ministra Spraw Wojskowych L. 4634/II W.M. z 14 listopada 1919 „Szkoła Oficerska w Poznaniu” została przemianowana na „Wielkopolską Szkołę Podchorążych Piechoty”, a jej skład zwiększony do trzech kompanii szkolnych i kadrowej kompanii karabinów maszynowych. Jednocześnie zostały zniesione dotychczasowe odznaki szkolne i odznaki „szarż szkolnych” z wyjątkiem odznak na naramiennikach - monogramu „SO”. Słuchacze szkoły zostali przemianowani z aspirantów na kadetów i nałożyli na patki kołnierzy odznaki obowiązujące w Szkole Podchorążych Piechoty w Warszawie - miecz z liśćmi dębu. 

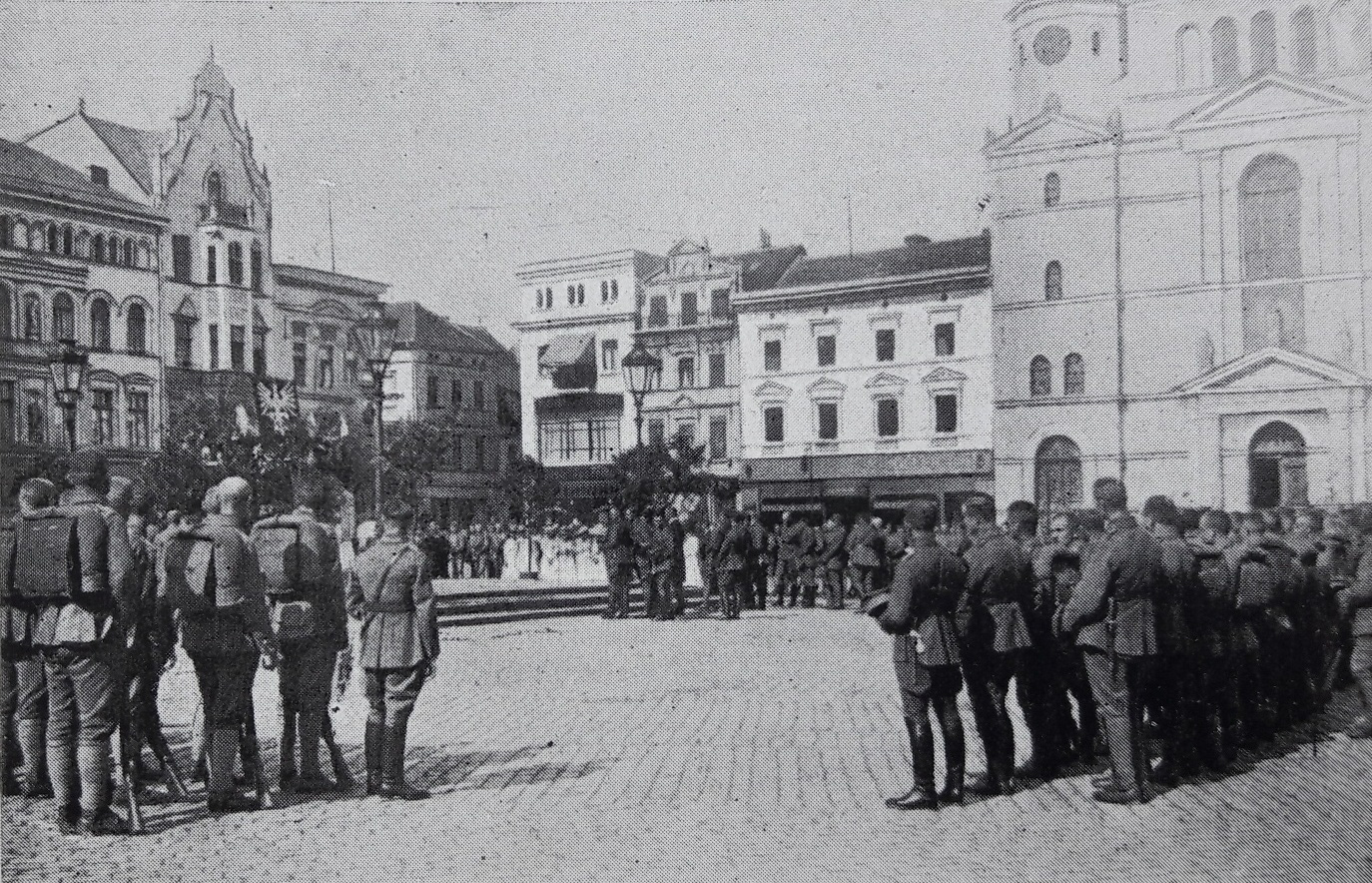
Msza polowa na Rynku w Bydgoszczy

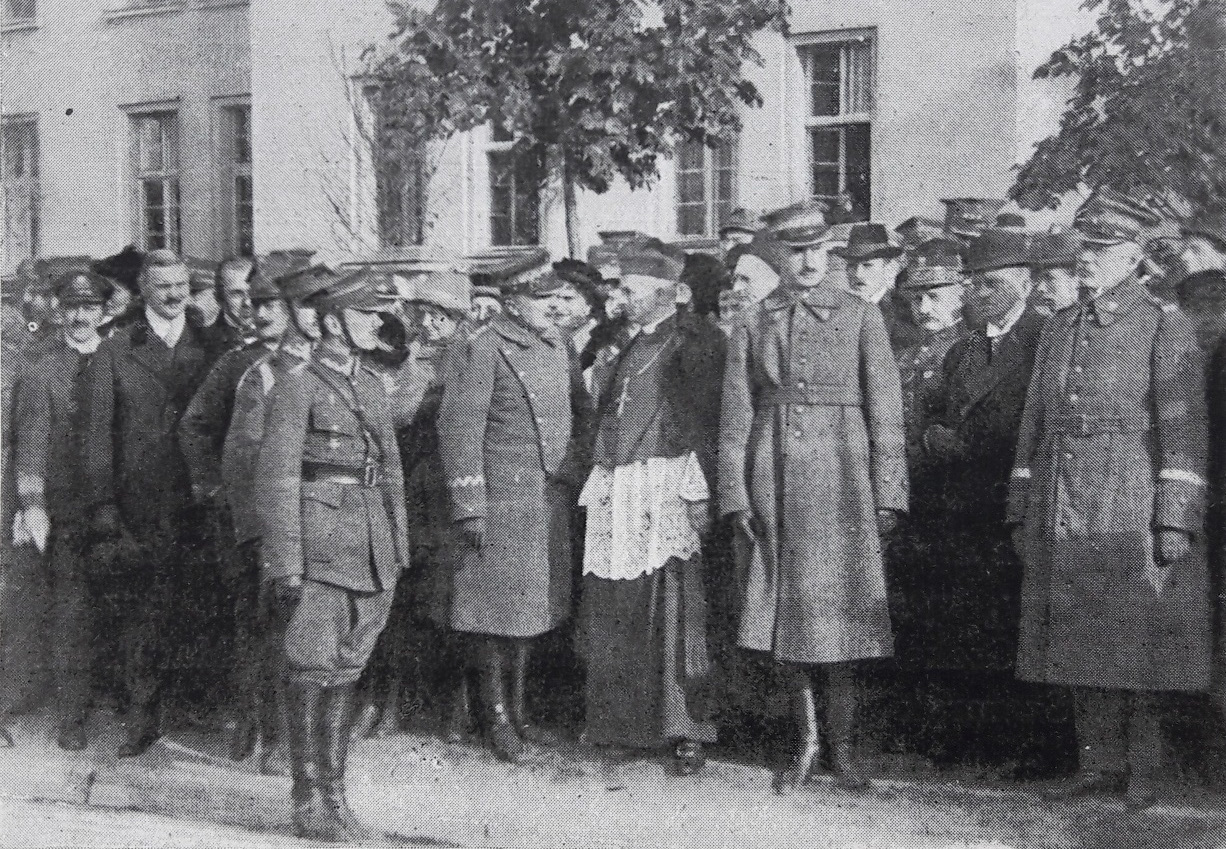
Minister Spraw Wojsk. gen. Kazimierz Sosnkowski z grupą gości w oczekiwaniu na defiladę

7 lutego 1920 z rozkazu Ministra Spraw Wojskowych został otwarty trzeci kurs szkoły (klasa III) dla „wysłużonych podoficerów byłej armii niemieckiej”. Na kurs zostało przyjętych 76 kandydatów.
Na podstawie pisma Inspektora Szkół Wojskowych Piechoty z 19 lutego 1920 na czwarty kurs zostało przyjętych 116 kandydatów. Czas trwania kursu został określony na sześć miesięcy i był dłuższy o jeden miesiąc niż równoległy kurs (klasa 25) Szkoły Podchorążych Piechoty w Warszawie. Program szkolenia został rozszerzony celem „uzupełnienia braków z języka polskiego, gdyż większość kandydatów - pochodzących z byłego zaboru pruskiego, słabo władała językiem ojczystym”. Po raz pierwszy w historii szkoły grupa słuchaczy pochodzących z byłego zaboru rosyjskiego i austriackiego stanowiła około 30% kadetów. „Reprezentowane więc były wszystkie dzielnice, co jednak nie wywołało nigdy nieporozumienia i tarć na tle szowinizmu dzielnicowego, chociaż z drugiej strony życia prawdziwie koleżeńskiego nie było! Żyto grupkami lub pojedynczo, na co złożyło się wiele przyczyn, przede wszystkim zaś różnica w wykształceniu”. 
7 marca 1920 zostały ogłoszone wyniki egzaminów I kursu. Egzamin z wynikiem pozytywnym złożyło 96 aspirantów. Szkołę z pierwszą lokatą ukończył kadet Włodzimierz Lewandowski. 19 kwietnia 89. absolwentów zostało mianowanych z dniem 1 kwietnia 1920 podporucznikami piechoty.
5 lipca 1920, po złożeniu egzaminów, dowódca Okręgu Generalnego „Poznań” mianował 82 absolwentów klasy II podchorążymi. Pierwszą lokatę uzyskał kadet Stanisław Lamparski. 9 listopada 1920 Naczelny Wódz mianował z dniem 1 listopada 1920 podporucznikami piechoty 69 absolwentów II klasy.
11 lipca 1920 szkoła przeniosła się do Bydgoszczy, gdzie zajęła gmach Szkoły Wojennej. 18 lipca 1920 na Starym Rynku odbyła się uroczystość powitania szkoły w murach miasta. Na uroczystość złożyła się msza polowa odprawiona przez kapelana szkoły księdza Wacława Morkowskiego, a następnie defilada.
30 lipca 1920 rozpoczęły się egzaminy kadetów III klasy. Egzamin złożyło 54 słuchaczy. Prymusem kursu został kadet Stanisław Roszyk. 21 grudnia 1920 Naczelny Wódz mianował z dniem 1 sierpnia 1920 podporucznikami piechoty 44 absolwentów III klasy.
16 sierpnia 1920, w przełomowym momencie wojny z bolszewikami, batalion pod dowództwem kapitana Stefana Kosseckiego w składzie trzech kompanii (klasy IV-VI) zajął odcinek obrony na Wiśle. Klasa VI zajęła pozycje w Fordonie, natomiast klasa V w Solcu Kujawskim i rozpoczęły prace nad umocnieniem przedmościa. Klasa IV stanowiła odwód i razem z dowództwem batalionu rozlokowała się w Małych Kapuściskach. Dla dozorowania Wisły baon otrzymał statek, który został obsadzony przez słuchaczy pod dowództwem podporucznika Kowalczyka, uzbrojony w karabin maszynowy i ochrzszczony mianem „Kanonierka Szkoły”. Dla utrzymania łączności i zaopatrzenia pomiędzy Fordonem i Solcem szkoła otrzymała do dyspozycji lokomotywę z jednym wagonem, którą przezwano „Pancerką Szkoły”. Zwycięstwo odniesione w Bitwie Warszawskiej skutkowało zaniechaniem obrony linii Wisły. W dniu 20 sierpnia 1920 baon wrócił do koszar i kontynuował szkolenie.
15 września 1920 rozpoczęły się egzaminy klasy IV i trwały pięć dni. Egzamin z „wynikiem zadawalającym złożyło 94 kadetów”. Prymusem kursu został kadet Marian Czyżewski. 21 września 1920 absolwenci kursu zostali mianowani podchorążymi. 16 lutego 1921 Naczelny Wódz mianował z dniem 15 stycznia 1921 podporucznikami piechoty 79 absolwentów.
W dniach 14-19 października 1920 przeprowadzone zostały egzaminy klasy V. Egzaminy z wynikiem pozytywnym złożyło 123 elewów, w tym 10 po złożeniu powtórnego egzaminu z historii polskiej. Egzaminu nie zdało sześciu elewów. 16 lutego 1921 Naczelny Wódz mianował z dniem 15 lutego 1921 podporucznikami piechoty 99 absolwentów.
16 marca 1921 rozpoczął się dziesięciomiesięczny kurs dla oficerów młodszych mianowanych za waleczność, a nie posiadających odpowiedniego cenzusu naukowego. Uczniowie tworzyli klasę XII (4/XII), której dowódcami byli kolejno kapitanowie: Marian Szulc, Włodzimierz Kruszelnicki i Stefan Radomski. 22 maja 1922 kurs ukończyło 46 oficerów.
14 kwietnia 1922 Naczelnik Państwa i Naczelny Wódz mianował z dniem 1 marca 1922 29 absolwentów 13 klasy podporucznikami w korpusie oficerów piechoty.
Naczelnik Państwa i Naczelny Wódz mianował absolwentów 13 klasy podporucznikami z dniem 1 marca 1922:
- 1 maja 1922 – 12 podchorążych w korpusie oficerów piechoty, pchor. Franciszka Baranowskiego podporucznikiem w korpusie oficerów wojsk aeronautycznych oraz podchorążych Czesława Basińskiego i Jerzego Umeckiego podporucznikami w korpusie oficerów marynarki[12],
- 16 maja 1922 – 9 podchorążych w korpusie oficerów piechoty[13],
- 18 maja 1922 – 3 podchorążych w korpusie oficerów piechoty[14],
- 8 czerwca 1922 – 3 podchorążych w korpusie oficerów piechoty[15],
- 20 lipca 1922 – 3 podchorążych w korpusie oficerów piechoty (Stefana Domaradzkiego z dniem 1 kwietnia 1922, Władysława Folgę z dniem 1 maja 1922 i Marcelego Koprowiaka z dniem 1 czerwca 1922)[16],
- 28 lipca 1922 – 2 podchorążych w korpusie oficerów piechoty i pchor. Franciszka Staśkiewicza w korpusie oficerów żandarmerii[17],
- 11 sierpnia 1922 – 3 podchorążych w korpusie oficerów piechoty[18],

Z dniem 1 sierpnia 1922 szkoła została przekształcona w Oficerską Szkołę dla Podoficerów o dwuletnim okresie nauczania.
Naczelnik Państwa i Naczelny Wódz mianował podporucznikami absolwentów 10 klasy:
- 25 sierpnia 1922 z dniem 1 sierpnia 1922: 30 absolwentów w korpusie oficerów piechoty i 2 absolwentów w korpusie oficerów łączności[19],
- 9 września 1922 z dniem 1 sierpnia 1922: 48 absolwentów w korpusie oficerów piechoty, 2 absolwentów w korpusie oficerów jazdy i jednego absolwenta w korpusie oficerów żandarmerii[20].

Naczelnik Państwa i Naczelny Wódz mianował podporucznikami absolwentów 11 klasy:
- 6 października 1922 z dniem 1 września 1922: 25 absolwentów w korpusie oficerów piechoty (w tym 2 w rezerwie)[21][22],
- 14 października 1922 z dniem 1 września 1922: 13 absolwentów w korpusie oficerów piechoty i 14 absolwentów w korpusie oficerów jazdy[23]

Szkoła kształciła ok. 240 słuchaczy. Kurs szkolenia trwał sześć miesięcy. Kształcili się w niej w większości podoficerowie formacji wielkopolskich, w przeważającej części z armii pruskiej. Czas nauki został skrócony do trzech miesięcy. Szkoła łącznie ze Szkołą Podchorążych Piechoty w Warszawie wykształciła w okresie listopad 1918 - listopad 1920 ponad 3500 oficerów piechoty.

## Kadra i absolwenci szkoły
Kadra szkoły

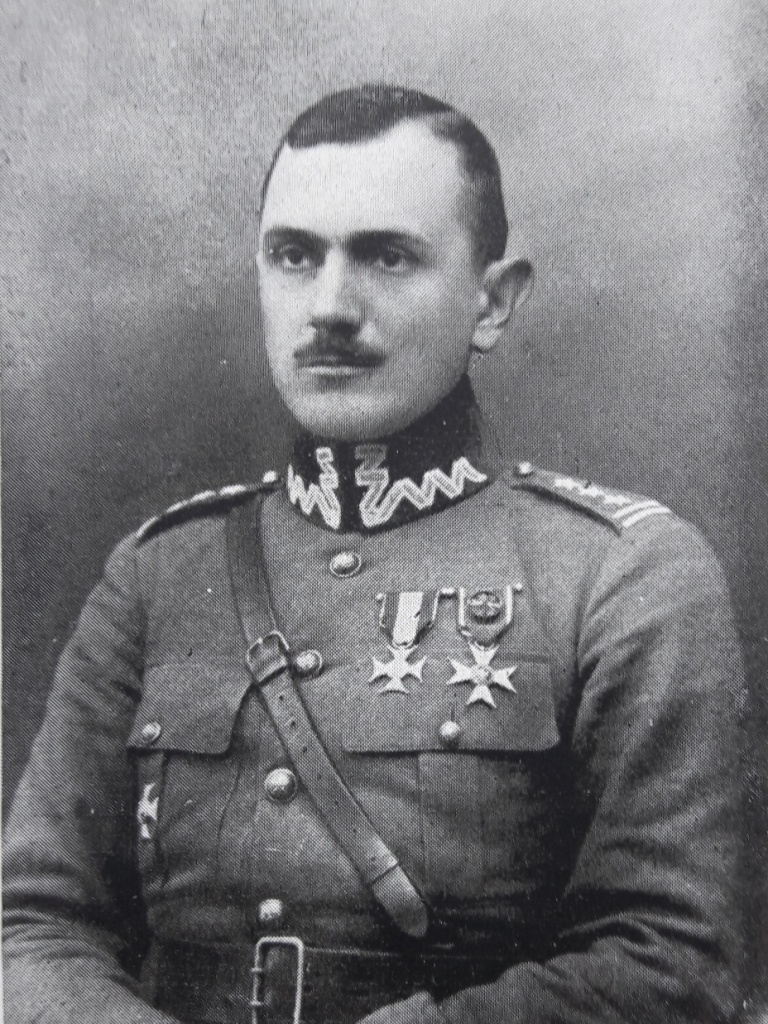
Płk Bolesław Jatelnicki

- komendant szkoły - płk Bolesław Jatelnicki
- adiutant szkoły - ppor. Szymon Gorczyński
- dyrektor nauk - mjr Józef de Meksz
- dowódca batalionu szkolnego - kpt. piech. Jan Załuska
- wykładowca - mjr SG Stanisław Wecki
- wykładowca - kpt. Stefan Kossecki
- wykładowca - por. Roman Umiastowski
- instruktor – ppor. Bronisław Dzikiewicz

Absolwenci szkoły
- Józef Adamczyk (XI klasa)
- Mieczysław Ankiewicz (I klasa)
- Stanisław Błaszczak
- Franciszek Hynek
- Tadeusz Konstanty Jeszke
- Henryk Kłoczkowski (X klasa)
- Władysław Kulesza (X klasa)
- Jerzy Jabłonowski (XII klasa)
- Adam Kowalczyk (XII klasa)
- Konrad Krajewski (V klasa)
- Walenty Marchlewski
- Leon Pieczyński (IV klasa)
- Bronisław Słupeczański (XIII klasa)
- Ignacy Wawszczak (VIII klasa)
- Stanisław Zwojszczyk (klasa XII)

## Odznaka pamiątkowa
13 listopada 1919 głównodowodzący Wojsk Polskich byłego zaboru pruskiego generał piechoty Józef Dowbor-Muśnicki „ogłosił i zatwierdził znak szkolny, przyjęty przez komisję konkursową dla Szkoły Oficerskiej w Poznaniu”. Odznaka ma kształt krzyża srebrnego o wymiarach 36x36 mm. Końce ramion krzyża są ozdobione srebrnymi kulkami. W środku wieniec srebrny z liści laurowych. Ramiona krzyża pokryte emalią ciemnogranatową, natomiast środek (wewnątrz wianka) emalią amarantową, na którą nałożony jest srebrny monogram „S. O.”. Na rewersie umieszczono nazwisko odznaczonego, numer odznaki i datę ukończenia szkoły. Prawo noszenia odznaki (znaku) przysługiwało aspirantom, którzy ukończyli szkołę oraz oficerom – wykładowcom i instruktorom, którzy pozostawali na etacie szkoły przez okres co najmniej jednego kursu. Autorem projektu odznaki był aspirant Marceli Kujawski, absolwent II kursu.